# Namtok Kaeng Sopha
Namtok Kaeng Sopha (Thai: น้ำตกแก่งโสภา) is een waterval en toeristische attractie in het Wang Thong district in Changwat Phitsanulok, Thailand. Het is gelegen in het nationaal park Thung Salaeng Luang bij de Wang Thong, een zijrivier van de Chao Phraya. Het is de grootste waterval in Phitsanulok. Kaeng Sopha is een gelaagde waterval, gevormd als een trap. Het wordt ook de Niagara Falls van Thailand genoemd. De stroming is in het regenseizoen zeer sterk. De damp in het gebied zorgt voor een enorm regenachtig gordijn. Er zijn concessies verkocht voor het park. Kaeng Sopha is afgebeeld op een postzegel van Thailand in juni 2007 in een serie met Thaise watervallen.